# Parc provincial Rearguard Falls
Le parc provincial Rearguard Falls (anglais : Rearguard Falls Provincial Park) est un parc provincial de la Colombie-Britannique situé à l'est de Tête Jaune Cache. Il protège les chutes Rearguard (en) du fleuve Fraser. Il protège l'une des deux seule chute du fleuve, l'autre étant les chutes Overlander (en), situées à quelques kilomètres en amont.